# Radovanje
Radovanje es una localidad de Croacia situada en el municipio de Oriovac, en el condado de Brod-Posavina. Según el censo de 2021, tiene una población de 231 habitantes.

## Geografía
Está ubicada en las coordenadas 45°09'50" N 17°46'46'' E.

## Demografía
| Gráfica de población de Radovanje 1857-2021                         |
|                                                                     |
| Según los censos de población de la Oficina de Estadísticas Croata. |